# Лесная промышленность Беларуси
Лесная промышленность или лесопромышленный комплекс (бел. Лясная прамысловасць) — совокупность отраслей промышленности Республики Беларусь по заготовке, обработке и переработке древесины: лесозаготовительной, деревообрабатывающей, лесохимической, мебельной, целлюлозно-бумажной.

## История
Становление лесной промышленности связывается с развитием кустарных производств в Великом княжестве Литовском в XIII—XV веках: из дерева производились орудия труда, столярные изделия, корабли, поташ, древесный уголь. Заготовка и переработка леса были важными отраслями экономики. Сырой лес, деревянные изделия, а также древесный уголь, поташ, дёготь, смола были важными экспортными товарами; чистая прибыль от их реализации в середине XVII века составляла 23-45%. К концу XVII века в Великом княжестве Литовском действовало 9 деревообрабатывающих мануфактур. Активное развитие лесной промышленности пришлось на конец XIX — начало XX века. В 1913 году предприятия в белорусских губерниях производили 62,3 % почтовой бумаги, 44,8 % спичечной соломки, 26,8 % хвойных пиломатериалов, 24,4 % дубовых шпал, по 23,5 % клееной фанеры и обойной бумаги, 21,8 % гнутой мебели, 10,3 % картона в Российской империи и обеспечивали 20,8 % экспорта лесной продукции. В 1940 году предприятия БССР производили 34,7 % фанеры, 6,3 % бумаги, 4,7 % пиломатериалов в СССР, в 1976 году — 7,9 % пиломатериалов, 6,6 % ДСП, 6,7 % ДВП, 3,2 % бумаги. В 1940 году Белорусская ССР производила 34,8% клееной фанеры в СССР и 28,6% спичек. В конце 1980-х годов Белорусская ССР производила 10,6% фанеры в СССР, 8% плит ДВП, 7% плит ДСП, 6% мебели, 3,4% бумаги. В результате аварии на Чернобыльской АЭС более полутора миллиона гектаров леса было загрязнено радионуклидами, несколько крупных лесных массивов оказались в зоне высокой радиационной опасности. На 1 января 1998 года площадь лесов, загрязнённых радионуклидами, составляла 1,7 млн га (17,2 тыс. км²), или 23% от общей площади лесов.
В 1990 году в БССР было произведено 459 тыс. м³ древесностружечных плит, 42,4 млн м² древсноволокнистых плит, 3105 тыс. м³ пиломатериалов, 192 тыс. м³ клееной фанеры, 198 тыс. м³ бумаги, 219 тыс. т картона, 36,8 тыс. т целлюлозы, 122 млн условных кусков обоев, 513 млн школьных тетрадей, 1045 тыс. столов, 1660 тыс. стульев, 546 тыс. кресел, 1027 тыс. шкафов, 37 тыс. диванов, кушеток и тахт, 734 тыс. деревянных кроватей и диванов-кроватей, 536 тыс. комплектов гарнитуров и наборов мебельных изделий.

## Лесной фонд

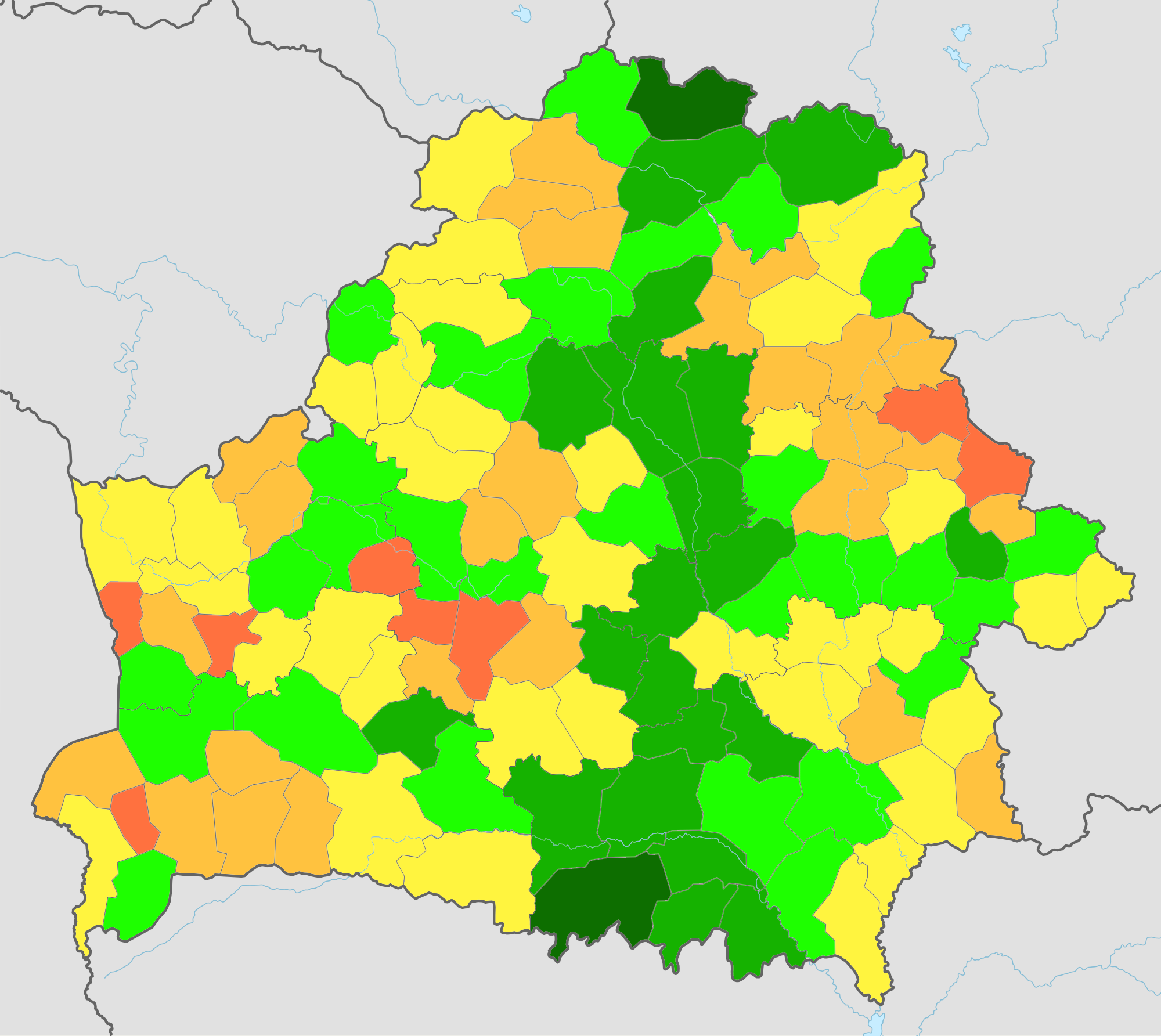
Процент площади районов Республики Беларусь, занятой лесами.
более 60%
50—60%
40—50%
30—40%
20—30%
менее 20%

На 1 января 2019 года 39,8% территории Республики Беларусь было покрыто лесом. Наиболее лесисты крайне северные и южные районы республики, где лесистость достигает 71,3% (Россонский район Витебской области) и 68,2% (Лельчицкий район Гомельской области). Наименее лесистым (за исключением Минска) является Несвижский район Минской области (11%).
Общая площадь лесного фонда на 1 января 2019 года составляла 9598,5 тыс. га, в том числе непосредственно лесом было покрыто 8256,9 тыс. га. Больше всего лесов насчитывается в Гомельской (1879 тыс. га), Витебской (1647 тыс. га) и Минской (1528 тыс. га) областях. В 2018 году рубками леса всех видов было охвачено 499,1 тыс. га лесов, в том числе рубками главного пользования — 27,1 тыс. га.

## Отраслевая структура

### Лесозаготовки
Бурное развитие лесозаготовок началось в конце XIX века в связи с ростом спроса на древесину и благодаря наличию рек, пригодных для сплава леса, и строительству железных дорог. В 1900—1913 годах английские и немецкие фирмы ежегодно вывозили около 4,2 млн м³ древесины. Интенсивные вырубки лесов проводились в годы Великой Отечественной войны, из-за чего лесистость снизилась до 19,7%. В середине XX века в БССР начался процесс механизации лесозаготовительных работ, в 1960-е годы стала массовой трелёвка хлыстов и деревьев, на верхних (промежуточных) складах стала проводиться первичная обработка деревьев. К 1975 году уровень механизации лесозаготовительных работ достиг 42%. Однако новая высокопроизводительная техника внедрялась медленно, многие трудоёмкие виды работ выполнялись вручную, а из-за малого эффективного расстояния трелёвки леса (300 метров) требовалась густая сеть лесовозных дорог. При этом большая часть машиностроительной продукции для лесозаготовок ввозилась из других республик СССР и импортировалась (в частности, из Швеции). В 1990-е — 2000-е годы в результате сотрудничества машиностроительных предприятий, Министерства лесного хозяйства Республики Беларусь и Белорусского государственного технологического университета было освоено производство новых специальных машин для лесозаготовок: трелёвочных тракторов, форвардеров, харвестеров, погрузочно-транспортных агрегатов, автопоездов-сортиментовозов, щеповозов, прицепов-роспусков (Амкодор, Бобруйскагромаш, Лидсельмаш, Минский автомобильный завод, Минский тракторный завод, Мозырский машиностроительный завод и другие предприятия). В результате внедрения новых методов лесозаготовки возрос спрос на самоходные машины для комплексной обработки древесины (харвестеры): в 2008 году в леспромхозах республики насчитывалось 8 харвестеров, в 2011 году их было уже 69 (40 отечественного производства, 29 импортных).
В 1993 году в лесном хозяйстве началась экономическая реформа, и лесная отрасль одной из первых получила инвестиции Всемирного банка.
В конце 1990-х годов 57% рубок леса производилось 5 леспромхозами и 18 предприятиями концерна «Беллесбумпром», 20% — Министерством лесного хозяйства. В 2000—2010-е годы началось внедрение новых методов организации лесозаготовки: основные лесозаготовительные операции передавались подрядчикам — как правило, бывшим штатным сотрудникам леспромхозов, которые регистрировались как индивидуальные предприниматели или создавали небольшие организации, что позволило существенно увеличить производительность труда. Минусами новой системы называются большие задатки и большой объём необходимой документации для каждой операции. В 2005 году в лесном хозяйстве было занято 33,3 тыс. человек.
В 1997 году во всех лесных хозяйствах Республики Беларусь было заготовлено 11,6 млн м³ древесины. В 2018 году предприятиями Министерства лесного хозяйства было заготовлено 19,5 млн м³ ликвидной древесины всеми видами рубок. При этом по данным Белстата общий объём заготовок ликвидной древесины выше: 28,6 млн м³ в 2018 году. К 2025 году планируется увеличить объём вырубок леса вдвое по сравнению с 2016 годом. Белорусские экологи критикуют сложившуюся практику вырубки лесов как непродуманную: по данным «Зелёной сети», под прикрытием рубок ухода проводятся непрозрачные и не облагающиеся налогами полномасштабные заготовки древесины. В результате в лесах уменьшается количество товарной древесины, ухудшается ветроустойчивость.
Объём заготовок ликвидной древесины по годам (тыс. м³):
| год                                  | 2012   | 2013   | 2014   | 2015   | 2016   | 2017   | 2018   |
| ------------------------------------ | ------ | ------ | ------ | ------ | ------ | ------ | ------ |
| объём                                | 18 059 | 18 521 | 19 550 | 18 473 | 21 071 | 23 801 | 28 590 |
| в т. ч. рубками главного пользования | 6522   | 7143   | 7786   | 7480   | 6062   | 6293   | 7055   |

Экспорт необработанной и грубо обработанной древесины составил более 10% от всего экспорта продукции лесной промышленности (не считая мебели). Почти вся необработанная и грубо обработанная древесина была экспортирована в страны Европейского Союза. В 2019 году экспорт топливной древесины (код ТН ВЭД ТС 4401) составил 4205 тыс. т на 173,3 млн долларов, экспорт древесного угля (код 4402) — 13 тыс. т на 4,3 млн долларов, лесоматериалов необработанных (код 4403) — 267,9 тыс. м³ на 6,4 млн долларов, древесины бондарной и аналогичной слабо обработанной (код 4404) — 63,2 тыс. т на 9,2 млн долларов. Крупнейшие покупатели топливной древесины — Польша (1725 тыс. т на 50,1 млн долларов), Литва (1038 тыс. т на 46,6 млн долларов), Латвия (652 тыс. т на 28,6 млн долларов), Швеция (284 тыс. т на 13 млн долларов).

### Деревообработка
В 2007 году (указ президента Республики Беларусь от 18 октября 2007 года №529 «О некоторых мерах по развитию деревообрабатывающей промышленности») началась модернизация крупнейших государственных деревообрабатывающих предприятий, в которую до 2015 года было вложено более 1 млрд. долларов. Реализацию этого проекта отстаивал Александр Лукашенко, несмотря на сопротивление некоторых руководителей предприятий. Иногда инициатором модернизации деревообрабатывающей отрасли называется заместитель премьер-министра Владимир Семашко. Модернизации должны были подвергнуться следующие предприятия:
- «Борисовдрев»;
- «Витебскдрев»;
- «Гомельдрев»;
- «Ивацевичдрев»;
- «Могилёвдрев»;
- «Мозырский ДОК»;
- «Мостовдрев»;
- «Речицадрев»;
- «ФанДОК» (Бобруйск).

На предприятиях обновлялось оборудование по производству прежних видов продукции и строились корпуса по производству новых видов изделий. Так, «Мостовдрев» полностью обновил оборудование для производства фанеры, организовал производство плит МДФ/ХДФ мощностью 150 тыс. м³ в год, модернизировал лесозаготовительное хозяйство и лесопильно-деревообрабатывающее производство, установил линию рубки щепы. «Гомельдрев» в 2009 году организовал производство каркасно-щитовых домов, в 2012 году построен новый лесопильный завод, в 2015 году — завод по производству плит МДФ/ХДФ. Производство плит МДФ/ХДФ было освоено также на «Борисовдреве» и «Витебскдреве».
Модернизация предприятий шла со значительным превышением запланированных сроков, а после технического перевооружения заводы стали убыточными из-за высокой долговой нагрузки, затруднявшей получение кредитов для пополнения оборотных средств, и невозможности осуществления утверждённых бизнес-планов. К 2012 году Лукашенко признал провал модернизации. В результате предприятиям регулярно оказывалась господдержка. Причинами отсутствия задуманного экономического эффекта называются недостаточная продуманность рынков сбыта продукции, низкое качество части оборудования (зачастую закупалось самое дешёвое оборудование), а также изменение рыночной конъюнктуры: одновременно были построены новые предприятия того же профиля в России и увеличились свободные мощности в Европейском Союзе. Одним из следствий недостаточной проработки бизнес-планов стала неподготовленность предприятий к двукратному падению рыночных цен на плиты ДСП, которые предполагалось в больших объёмах экспортировать. Не вкладывались деньги в информатизацию, повышение квалификации работников и качества управления. Отмечалось также, что правовые механизмы, с помощью которых осуществлялась модернизация, стимулировали руководителей затягивать техническое перевооружение, поскольку в этом случае они сохраняли доступ к дешёвым кредитным ресурсам.
В 2016 году девять предприятий были включены в холдинг деревообрабатывающих предприятий под эгидой государственного Банка развития Республики Беларусь. К моменту передачи в новый холдинг предприятия полностью исчерпали оборотные средства и не могли работать без дополнительного финансирования. Финансовое состояние предприятий после объединения в холдинг улучшилось, хотя за ними сохранялась большая долговая нагрузка. В 2018 году сумма долгосрочных обязательств семи крупнейших модернизированных предприятий составила более 1,8 млрд. руб. (ок. 850 млн долларов). Параллельно началась подготовка к приватизации почти всех модернизированных деревообрабатывающих предприятий.
По итогам 2018 года все модернизированные предприятия продолжали оставаться убыточными. Отмечалось, что убытки предприятий нового холдинга растут, но темп их роста замедляется. Уменьшилось и количество предприятий, имевших убыток от реализации продукции. По сравнению с 2017 годом был зафиксирован рост выручки. Предприятиям продолжала оказываться господдержка, и они продолжали брать новые кредиты.
Объёмы выручки и прибыли модернизированных предприятий в 2018 году:
| Предприятие   | Выручка                         | Чистая прибыль                   |
| ------------- | ------------------------------- | -------------------------------- |
| Борисовдрев   | 40 млн руб. (18,5 млн долларов) | -17 млн руб. (8 млн долларов)    |
| Витебскдрев   | 43 млн руб. (20 млн долларов)   | -16 млн руб. (7,5 млн долларов)  |
| Гомельдрев    | 105 млн руб. (49 млн долларов)  | -36 млн руб. (16,5 млн долларов) |
| Ивацевичдрев  | 125 млн руб. (58 млн долларов)  | -6 млн руб. (2,5 млн долларов)   |
| Могилёвдрев   | 16 млн руб. (7,5 млн долларов)  | -4 млн руб. (2 млн долларов)     |
| Мозырский ДОК | 19 млн руб. (9 млн долларов)    | -17 млн руб. (8 млн долларов)    |
| Мостовдрев    | 121 млн руб. (56 млн долларов)  | -18 млн руб. (8,5 млн долларов)  |
| Речицадрев    | 107 млн руб. (50 млн долларов)  | -14 млн руб. (6,5 млн долларов)  |
| ФанДОК        | 42 млн руб. (19,5 млн долларов) | -9 млн руб. (4 млн долларов)     |

Параллельно с модернизацией государственных предприятий в деревообрабатывающую отрасль были привлечены значительные иностранные инвестиции: австрийская компания Kronospan вложила около 870 млн долларов в несколько экспортно-ориентированных проектов в Сморгони (Гродненская область; ДСП, МДФ, напольные покрытия, фанера) и Могилёве (ориентированно-стружечные плиты). В результате к 2017 году дочерние предприятия Kronospan произвели 20% всей продукции деревообрабатывающей промышленности и обеспечили 25% экспорта деревообработки.
В Могилёве также был организован выпуск плит для мебели литовскими компаниями VMG и SBA.
Пиломатериалы
В 1998 году 24 предприятия концерна «Беллесбумпром» произвели 467,8 тыс. м³ пиломатериалов. Крупнейшими лесопильными предприятиями на тот момент являлись «Мостовдрев» (56,4 тыс. м³), «Мозырьдрев» (49,5 тыс. м³), бобруйский «ФанДОК» (48,1 тыс. м³), «Лунинецлес» (46,6 тыс. м³), «Витебскдрев» (34,5 тыс. м³), «Гомельдрев» (32,2 тыс. м³), «Пинскдрев» (27 тыс. м³), «Ивацевичдрев» (22,8 тыс. м³), «Могилёвлес» (28,8 тыс. м³), «Могилёвдрев» (20,1 тыс. м³). 38% пиломатериалов экспортировалось. В 2018 году производство пиломатериалов составило 4046 тыс. м³: 1167 тыс. м³ в Минской области, 709 тыс. м³ в Витебской области, 698 тыс. м³ в Гомельской области, 679 тыс. м³ в Могилёвской области, 414 тыс. м³ в Брестской области, 329 тыс. м³ в Гродненской области, 49 тыс. м³ в Минске.
В конце 1990-х годов выход пиломатериалов из брёвен составлял 60-65%.
В товарной номенклатуре внешнеэкономической деятельности Таможенного союза пиломатериалы и продольно-распиленные лесоматериалы учитываются отдельно. В 2017 году крупнейшими импортёрами продольно-распиленных лесоматериалов (ТН ВЭД ТС 4407) были:
- Азербайджан — 59,9 тыс. м³, 9409 тыс. долларов;
- Бельгия — 123 тыс. м³, 19 698 тыс. долларов;
- Германия — 397,5 тыс. м³, 62 870 тыс. долларов;
- Латвия — 290,9 тыс. м³, 51 484 тыс. долларов;
- Литва — 269,4 тыс. м³, 47 643 тыс. долларов;
- Молдова — 43 тыс. м³, 6324 тыс. долларов;
- Нидерланды — 93,2 тыс. м³, 14 806 тыс. долларов;
- Польша — 97,4 тыс. м³, 16 741 тыс. долларов;
- Эстония — 46,8 тыс. м³, 11 352 тыс. долларов.

От 10 до 40 тыс. м³ было экспортировано в Венгрию, Италию, Россию, Узбекистан, Францию, Чехию.
В 2019 году было экспортировано 4038 тыс. м³ продольно распиленных лесоматералов (код 4407) на 471,3 млн долларов, в том числе 403,1 млн долларов было экспортировано в страны Европейского Союза (Литва, Латвия, Германия, Польша, Бельгия, Нидерланды, Эстония), лесоматериалы на 26,8 млн долларов были экспортированы в Китай. Более половины экспортированных лесоматериалов было произведено из сосны (2988 тыс. м³ и 346,2 млн долларов), значимые объёмы — из ели и пихты (941 тыс. м³ и 109,2 млн долларов). 40,5 тыс. м³ отправленных на экспорт пиломатериалов было изготовлено из берёзы, 30,2 тыс. м³ — из тополя и осины.
Столярные изделия и тара из древесины
В 2019 году было экспортировано 41,6 тыс. т столярных изделий на 83,4 млн долларов (окна, балконные двери и рамы — 17,7 млн долларов; двери, пороги и рамы — 41,5 млн долларов).
В 2019 году было экспортировано 201,5 тыс. т деревянной тары на 42,5 млн долларов (Германия — 23,9 млн долларов, Нидерланды — 6,5 млн долларов, Бельгия — 3,4 млн долларов, Литва — 2 млн долларов, Франция — 1,8 млн долларов).
В 2019 году крупный производитель столярных изделий «Барановичидрев» был признан банкротом.
Фанера
В 2018 году в республике было произведено 297 тыс. м³ клееной фанеры: 88,2 тыс. м³ в Брестской области, 74,3 тыс. м³ в Могилёвской области, 72,9 тыс. м³ в Гомельской области, 48,4 тыс. м³ в Гродненской области, 13 тыс. м³ в Минской области.
Производство клееной фанеры по годам:
| год     | 2011 | 2014 | 2015 | 2016 | 2017 | 2018 |
| ------- | ---- | ---- | ---- | ---- | ---- | ---- |
| тыс. м³ | 160  | 186  | 185  | 183  | 258  | 297  |

В 2017 году крупными покупателями белорусской клееной фанеры были Азербайджан, Германия, Литва, Польша, Россия, США.
В 2018 году было экспортировано 242 тыс. м³ клееной фанеры на 110,3 млн долларов, в 2019 году — 253 тыс. м³ на 97 млн долларов. Крупнейшими импортёрами белорусской фанеры в 2019 году стали Польша (76 тыс. м³, 20 млн долларов), Россия (19 тыс. м³, 19 млн долларов), Украина (28 тыс. м³, 10 млн долларов), Румыния, Чехия, Венгрия, Германия, Канада, Казахстан, Италия, Азербайджан, Молдова, Словакия, Грузия (более 1 млн долларов в каждую из стран).
Плиты ДВП, ДСП, МДФ, ХДФ
Строительство комплексов по производству различных видов древесных плит стало главным направлением модернизации деревообрабатывающей отрасли в 2007—2010-х годах (см. #Деревообработка).
В 2018 году производство ДСП велось в пяти областях, в том числе 1295 тыс. м³ было произведено в Гродненской области, 890 тыс. м³ в Могилёвской области, 335 тыс. м³ в Брестской области, 223 тыс. м³ в Гомельской области и 14 тыс. м³ в Минской области. Производство ДВП велось во всех областях, но в Брестской и Могилёвской областях производство этих изделий в сумме составляло менее 1%. 97 451 тыс. м² был произведён в Гродненской области, 42 961 тыс. м² в Гомельской области, 37 255 тыс. м² в Минской области и 16 480 тыс. м² в Витебской области.
Производство плит ДСП и ДВП по годам:
| год               | 2011   | 2014   | 2015   | 2016    | 2017    | 2018    |
| ----------------- | ------ | ------ | ------ | ------- | ------- | ------- |
| ДСП, тыс. усл. м³ | 248    | 1197   | 1430   | 2142    | 2641    | 2758    |
| ДВП, тыс. усл. м² | 50 433 | 54 765 | 90 817 | 118 146 | 169 270 | 194 170 |

В 2017 году крупнейшими покупателями белорусских плит ДСП были Россия (606 тыс. м³, 117 млн долларов), Польша (680 тыс. м³, 96 млн долларов), Украина (30 млн долларов), Литва (19 млн долларов), Казахстан, Кыргызстан, Азербайджан. В 2018 году экспорт ДСП и аналогичных плит (код 4410) составил 1671 тыс. м³ (313 млн долларов), в 2019 году — 1390 тыс. м³ (226 млн долларов; в т. ч. 144 млн долларов собственно ДСП и 81 млн долларов плит с ориентированной стружкой ОСБ/OSB). Крупнейшими импортёрами ДСП и аналогичных плит в 2019 году стали Россия (428 тыс. м³, 80,6 млн долларов), Польша (459 тыс. м³, 70,1 млн долларов), Украина (180 тыс. м³, 28,8 млн долларов), Литва (124,6 тыс. м³, 16,3 млн долларов).
В 2017 году крупнейшими покупателями белорусских плит ДВП были Россия (37 684 тыс. м², 54 млн долларов), Польша (20 698 тыс. м², 48 млн долларов), Украина (8619 тыс. м², 18 млн долларов), Иран (3770 тыс. м², 5 млн долларов), Литва (3012 тыс. м², 6 млн долларов), а также Эстония, Азербайджан, Казахстан, Молдова, Великобритания, Грузия, Чехия. В 2018 году экспорт плит ДВП и аналогичных (код 4411) составил 92 800 тыс. м² (180,6 млн долларов), в 2019 году — 125 500 тыс. м² (206,4 млн долларов). Крупнейшими направлениями экспорта в 2019 года были Россия (59 млн долларов), Украина (48 млн долларов), Польша (41 млн долларов), Румыния (13 млн долларов), Литва (11 млн долларов), Азербайджан (8 млн долларов). В 2019 году было экспортировано 39 114 тыс. м² плит МДФ толщиной до 5 мм на 22 млн долларов, 10 389 тыс. м² плит МДФ толщиной 5-9 мм на 19 млн долларов, 22 780 тыс. м² плит МДФ толщиной более 9 мм на 73,9 млн долларов, 52 194 тыс. м² плит МДФ плотностью более 0,8 г/см³ на 88 935 млн долларов, а также незначительное количество менее плотных плит МДФ.
| Производство пиломатериалов, тыс. м3                                                            | Производство ДСП, тыс. усл. м3                                                                  |
| ----------------------------------------------------------------------------------------------- | ----------------------------------------------------------------------------------------------- |
| Графики недоступны из-за технических проблем. См. информацию на Фабрикаторе и на mediawiki.org. | Графики недоступны из-за технических проблем. См. информацию на Фабрикаторе и на mediawiki.org. |
| Графики недоступны из-за технических проблем. См. информацию на Фабрикаторе и на mediawiki.org. | Графики недоступны из-за технических проблем. См. информацию на Фабрикаторе и на mediawiki.org. |
| Производство ДВП, тыс. усл. м2                                                                  | Производство фанеры клееной, тыс. м3                                                            |
| Графики недоступны из-за технических проблем. См. информацию на Фабрикаторе и на mediawiki.org. | Графики недоступны из-за технических проблем. См. информацию на Фабрикаторе и на mediawiki.org. |
| Графики недоступны из-за технических проблем. См. информацию на Фабрикаторе и на mediawiki.org. | Графики недоступны из-за технических проблем. См. информацию на Фабрикаторе и на mediawiki.org. |

### Целлюлозно-бумажная промышленность
Крупнейшее предприятие отрасли — Светлогорский целлюлозно-картонный комбинат. Другие крупные предприятия — «Гомельобои», Добрушская бумажная фабрика «Герой Труда», Минская обойная фабрика «Белорусские обои», картонно-бумажный завод «Альбертин» (Слоним), бумажные фабрики Гознака (Борисов), «Красная Звезда» (Чашники) и «Спартак» (Шклов). Всего в отрасли насчитывается около 20 предприятий. Сырьём для целлюлозно-бумажной промышленности является низкосортная мелкотоварная древесина, которая в изобилии произрастает в белорусских лесах.
В 2008 году в Шклове на базе бумажной фабрики «Спартак» открылся завод по производству газетной бумаги. В 2019 году было экспортировано 27,5 тыс. т газетной бумаги на 11,7 млн долларов (крупнейшие покупатели — Иран, Украина, Турция).
В 2010-е годы в целлюлозно-бумажной промышленности началась реализация двух крупных инвестиционных проектов. В течение длительного времени в стране испытывалась нехватка мощностей по производству важного сырья для производства бумаги — белёной целлюлозы, и в Светлогорске было намечено строительство новой очереди завода по её изготовлению (по сульфатной технологии). Для строительства нового предприятия был взят китайский «связанный» кредит, и планировалось вывести завод на проектную мощность 2015 году. Однако по различным причинам ввод в эксплуатацию этого завода затянулся. К 2019 году завод белёной целлюлозы работал в режиме опытно-промышленной эксплуатации, не достигнув проектной мощности. В том же году руководство Светлогорского ЦКК, управляющего заводом, начало процедуру разрыва контракта с китайским генподрядчиком, поскольку строительство завода велось с нарушением строительных норм и сроков, были выявлены факты поставки бракованного оборудования и появление сильного неприятного запаха в окрестностях завода, а также в связи отказом генподрядчика вводить предприятие в промышленную эксплуатацию. Ожидается, что новый светлогорский завод выйдет на проектную мощность в 2020 году. В результате модернизации Светлогорский ЦКК стал предприятием с наибольшим объёмом долгосрочных обязательств из всех публичных компаний республики: 1,7 млрд. руб. (ок. 800 млн долларов) в 2018 году; ещё более 230 млн руб. (110 млн долларов) составляли краткосрочные обязательства.
Продукция светлогорского завода ориентирована на китайский рынок. В 2019 году в Китай было экспортировано из 106,6 тыс. т целлюлозы (48,9 млн долларов) из 115,5 тыс. т экспортированной целлюлозы.
Схожими проблемами сопровождалось строительство завода мелованных и немелованных видов картона на Добрушской бумажной фабрике «Герой Труда», начавшееся в 2012 году и планировавшееся к завершению в 2015 году. Впоследствии контракт с китайским генподрядчиком был расторгнут, поскольку компания не имела опыта подобного строительства и не могла ввести предприятие в эксплуатацию. В реализацию этого проекта было вложено 265 млн долларов, и для ввода в эксплуатацию потребуется ещё 83 млн долларов. В мае 2020 года на добрушском заводе была получена первая партия картона, выход на проектную мощность планируется к 2022 году.
Производство изделий ЦБП по годам:
| год                              | 2011 | 2014 | 2015 | 2016 | 2017 | 2018 | 2019 | 2020 |
| -------------------------------- | ---- | ---- | ---- | ---- | ---- | ---- | ---- | ---- |
| целлюлоза, тыс. т                | 52   | 35   | 29   | 9    | 2    | 27   |      |      |
| бумага и картон, тыс. т          | 357  | 337  | 296  | 264  | 297  | 357  | 369  | 353  |
| мешки и пакеты бумажные, млн шт. | 189  | 253  | 453  | 572  | 484  | 508  |      |      |
| туалетная бумага, млн шт.        | 90   | 166  | 102  | 108  | 96   | 102  |      |      |
| школьные тетради, млн шт.        | 143  | 103  | 76   | 88   | 101  | 90   |      |      |
| общие тетради, млн шт.           | 9    | 7    | 8    | 6    | 6    | 10   |      |      |
| обои, млн усл. кусков            | 63   | 43   | 38   | 42   | 39   | 40   |      |      |

В 2019 году было экспортировано, помимо упомянутых выше газетной бумаги и целлюлозы, 21 тыс. т обоев на 60,5 млн долларов, 15,5 тыс. т бумажной и картонной тары на 24,8 млн долларов, 17,8 тыс. т бумажных салфеток и полотенец на 14 млн долларов, 7,5 тыс. т туалетной бумаги на 9,4 млн долларов и небольшие объёмы различных типов бумаги.

### Мебельная промышленность
Мебельная промышленность — крупнейшая подотрасль лесопромышленного комплекса. В 2014 году на производство мебели пришлось 1,2% совокупного промышленного производства. Мебельная продукция является значимой позицией экспорта. В 2014 году экспорт мебели составляет около половины экспорта всей продукции лесной и деревообрабатывающей промышленности, к 2018 году снизился до 30%; при этом доля экспортируемой мебели возросла до 85% от её производства. Крупнейшими импортёрами белорусской мебели в 2005 году являлись Россия, Германия, Франция, Дания, Бельгия, Австрия.
17 крупнейших предприятий, производящих 30% мебели, входят в концерн «Беллесбумпром», всего насчитывается 1200 организаций, производящих мебель. В 2018 году в республике было произведено мебели на 1,6 млрд. руб. (около 750 млн долларов). Около трети производства мебели сосредоточено в Брестской области (500 млн руб.), крупные предприятия находятся в Могилёвской области (324 млн руб.), Минской области (251 млн руб.) и Гродненской области (226 млн руб.). Меньше всего мебели было произведено в Витебской области (68 млн руб.). Крупнейший производитель мебели — холдинг «Пинскдрев» (производит 13,3% всей мебели, в том числе 35% среди предприятий холдинга «Беллесбумпром»). Крупные частные производители — польское ООО «Black Red White» и ЗАО «Инволюкс». При этом доля концерна постепенно снижается: в 2006 года она составляла 51,6%. Экспорт мебели значительно превышает импорт (из России, Китая, Польши, Италии и других стран). Импорт сдерживается в том числе и высокими таможенными пошлинами. Потребление мебели на душу населения в 2014 году составило 52 доллара на человека, что в 2 раза ниже, чем в Польше и России, и в 4-5 раз ниже, чем в США, Франции, Великобритании, Германии и Италии.
Приблизительно две трети объёма производства мебели приходится на корпусную мебель, 23% — на мягкую, 12% — на кухонную, 2% — на детскую.
Организация производства ДСП и лущёного шпона в Могилёве в начале 2010-х годов была тесно увязана с производством мебели: литовские компании VMG и SBA построили также фабрику для производства мебели преимущественно из материалов нового завода. Основным покупателем мебели этой фабрики стала шведская компания IKEA.
Экспорт и импорт мебели (млн долларов):
|         | 2007 | 2008 | 2009 | 2010 | 2011 | 2012 | 2013 | 2014 | 2015 | 2016 | 2017 | 2018 | 2019 |
| ------- | ---- | ---- | ---- | ---- | ---- | ---- | ---- | ---- | ---- | ---- | ---- | ---- | ---- |
| экспорт | 392  | 470  | 274  | 325  | 398  | 451  | 499  | 506  | 343  | 343  | 461  | 534  | 583  |
| импорт  | 54   | 72   | 52   | 64   | 72   | 116  | 160  | 171  |      |      |      |      |      |

В 2019 году было экспортировано мебели прочей и её частей (раздел 9403 ТН ВЭД ТС) на 429,6 млн долларов (215,7 млн в Россию, 49,8 млн в Германию, 27,9 млн в Казахстан, 26,5 млн в Польшу, 21,8 млн во Францию, 18,2 млн в Литву, 8,4 млн в США, 7,1 млн в Нидерланды, 5,8 млн в Швецию, 5,5 млн в Италию, 5,4 млн в Испанию, 3,9 млн в Канаду, 3,5 млн в Великобританию, 3,4 млн в Латвию, по 2,6 млн в Азербайджан, Кыргызстан и Украину, 2,4 млн в Австрию). Мебели для сидения и её частей (раздел 9401) в 2019 году было экспортировано на 142,7 млн долларов (57,5 млн в Россию, 56,6 млн в Польшу, 9,7 млн в Германию, 7,6 млн в Казахстан, 2,1 млн в Литву, 1,9 млн в Венгрию, 1,4 млн в Украину).

### Производство спичек
Производство спичек — важная подотрасль лесопромышленного комплекса. В настоящее время производство спичек относят к производству химических продуктов (ОКРБ 005—2011).
Первые спичечные предприятия на территории Республики Беларусь появились во второй половине XIX века. К 1880 году насчитывалось 14 спичечных фабрик с большой долей ручного труда. В 1920-е годы спички производились в Борисове, Гомеле, Пинске и Речице. После Великой Отечественной войны были восстановлены первые три спичечные фабрики, а производство спичек в Речице не возобновлялось. В 2005 году экспорт спичек в страны СНГ, Европейского Союза, а также в Афганистан и Мадагаскар составил 7,8 млн долларов. В январе 2020 года в Пинске закрылась спичечная фабрика, существовавшая с 1892 года и входившая в холдинг «Пинскдрев». Производство спичек продолжается на предприятиях «Борисовдрев» и «Гомельдрев».
В 2019 году сообщалось, что инвесторы из ОАЭ намеревались открыть производство спичек в городе Поставы Витебской области для экспорта в страны Африки.
Производство спичек по годам:
| год           | 1996 | 2005 | 2011 | 2014 | 2015 | 2016 | 2017 | 2018 |
| ------------- | ---- | ---- | ---- | ---- | ---- | ---- | ---- | ---- |
| тыс. усл. ящ. | 2029 | 1500 | 1529 | 885  | 702  | 718  | 878  | 907  |

В 2019 году было экспортировано 6,8 тыс. т спичек на 6,1 млн долларов. Крупнейшими импортёрами белорусских спичек были Россия (1,9 млн долларов), Украина (1,4 млн долларов) и Казахстан (1,4 млн долларов).

### Лесохимия
Пик производства лесохимических изделий пришёлся на 1967 год, в дальнейшем их производство стало сокращаться из-за широкого внедрения синтетических аналогов и уменьшения сырьевой базы. Единственным профильным лесохимическим предприятием является ОАО «Лесохимик» (Борисовский лесохимический завод) в Борисове Минской области, имеются лесохимические участки в крупных деревообрабатывающих объединениях. В конце 1990-х годов возможности леспромхозов по производству живицы оценивались в 15 тыс. т ежегодно при потребностях «Лесохимика» в 10 тыс. т.
Отходы лесозаготовок и деревообрабатывающей промышленности используются также в гидролизной промышленности (входит в состав микробиологической промышленности) для производства технического спирта и другой продукции.

### Прочая продукция
В 2018 году предприятиями Республики Беларусь было произведено 278 тыс. т топливных гранул (пеллет), более половины производства было сосредоточено в Минской области (153 тыс. т), значительные объёмы — в Витебской области (60 тыс. т) и Брестской области (27 тыс. т).
Производство брикетов и топливных гранул (пеллетов) из опилок и прочих древесных отходов по годам:
| год             | 2011 | 2014 | 2015 | 2016 | 2017 | 2018 |
| --------------- | ---- | ---- | ---- | ---- | ---- | ---- |
| брикеты, тыс. т | 52   | 73   | 43   | 39   | 53   | 62   |
| пеллеты, тыс. т | 83   | 119  | 164  | 148  | 221  | 278  |

В связи с ростом спроса на топливную щепу к 2010 году было освоено производство техники для переработки отходов лесозаготовок и деревообработки в щепу.